# 조이 바턴
조지프 앤서니 "조이" 바턴(Joseph Anthony "Joey" Barton, 1982년 9월 2일 ~ )은 잉글랜드의 전 축구 선수, 현 축구 감독이다.
잉글랜드 맨체스터 시티에서 데뷔하여 인상적인 활약으로 인해 여러 클럽의 관심을 받았음은 물론 잉글랜드 축구 국가대표팀에 발탁되기도 했다. 이후 뉴캐슬 유나이티드와 퀸즈 파크 레인저스를 거쳤다.
그러나 축구 실력보다는 거친 성격으로 인해 많은 사건을 일으켜 논란이 되는 경우가 많았는데, 경기 중 상대선수들에게 거친 태클이나 손찌검 등의 비신사적인 행위는 물론 일반인을 폭행하거나 기물을 파손하는 등의 기행을 저질러 감옥에 수감되기도 하였다.
2011-12 프리미어리그 최종전 맨체스터 시티와의 경기에서 후반 8분 카를로스 테베즈를 팔꿈치로 가격하여 퇴장을 당하였고, 항의하는 과정에서 다시 세르히오 아구에로를 무릎으로 걷어차 12경기 출장정지라는 중징계를 받게 되었으며 그 일로 팀의 주장직을 박탈당했다. 이로 인해 사실상 퀸즈 파크 레인저스에서 퇴출대상으로 여겨져 프랑스의 올랭피크 드 마르세유로 임대를 떠나게 되었다. 프랑스 리그에서 준수한 활약을 보여 완전 이적을 원한다고 밝혔으나, 2012-13 시즌 종료 후 다시 원 소속팀인 퀸즈 파크 레인저스로 복귀하였다.

## 수상 경력
뉴캐슬 유나이티드
- 풋볼 리그 챔피언십: 2009-10